# Prva liga SR Jugoslavije 1993-1994
L'edizione 1993-94 del campionato jugoslavo fu la seconda della Repubblica Federale di Jugoslavia e vide la vittoria finale del Partizan.
Capocannoniere del torneo fu Savo Milošević (Partizan), con 21 reti.

## Formula
Le 20 squadre vengono divise in due gironi all'italiana andata e ritorno; le migliori squadre della stagione precedente sono inserite nel Gruppo A, le rimanenti in quello B.
Alla conclusione delle 18 giornate disputate in autunno, le ultime 4 squadre del Gruppo A passano nel Gruppo B e vengono sostituite dalle migliori 4 del Gruppo B. In base al piazzamento vengono assegnati punti-bonus (in base a piazzamento e punti sul campo) che le squadre si portano in dote nella fase primavera.
Al termine delle 18 giornate disputate in primavera:
La vincitrice del Gruppo A è campione di R.F.Jugoslavia.
Le quattro squadre piazzatesi fra il 7º e 10º posto del Gruppo A passano al Gruppo B Autunno della stagione successiva.
Le prime quattro del Gruppo B passano al Gruppo A Autunno della stagione successiva.
Le squadre piazzatesi al 7º e 8º posto del Gruppo B disputano gli spareggi contro 3ª e 4ª di Druga Liga 1993-1994.
Le ultime due del Gruppo B retrocedono in Druga Liga 1994-1995.
Non sono disponibili posti per le coppe europee a causa della squalifica inflitta dalla UEFA per via delle guerre jugoslave.
```
SISTEMA PUNTI-BONUS:
 (assegnati dopo la fase autunnale)
In base alla posizione:                    In base ai punti conquistati sul campo:
1º posto:  A → 7 punti; B → 3 punti        27-29 punti: 6 punti
2º posto:  A → 6 punti; B → 2 punti        24-26 punti: 5 punti
3º posto:  A → 5 punti; B → 1 punto        21-23 punti: 4 punti
4º posto:  A → 5 punti; B → 1 punto        18-20 punti: 3 punti
5º posto:  A → 4 punti; B → 4 punti        15-17 punti: 2 punti
6º posto:  A → 4 punti; B → 3 punti        12-14 punti: 1 punto
7º posto:  A → 5 punti; B → 2 punti         0-11 punti: 0 punti
8º posto:  A → 4 punti; B → 2 punti
9º posto:  A → 3 punti; B → 1 punto
10º posto: A → 3 punti; B → 1 punto
```

## Squadre
| Squadra            | Città                  | Provincia       | Stagione 1992-93 |
| ------------------ | ---------------------- | --------------- | ---------------- |
| Partizan           | Belgrado               | Serbia Centrale | Campione         |
| Stella Rossa       | Belgrado               | Serbia Centrale | 2º in Prva Liga  |
| Vojvodina          | Novi Sad               | Voivodina       | 3º in Prva Liga  |
| Zemun              | Zemun, Belgrado        | Serbia Centrale | 4º in Prva Liga  |
| Rad Belgrado       | Banjica, Belgrado      | Serbia Centrale | 5º in Prva Liga  |
| Napredak Kruševac  | Kruševac               | Serbia Centrale | 6º in Prva Liga  |
| Radnički Niš       | Niš                    | Serbia Centrale | 7º in Prva Liga  |
| Hajduk Kula        | Kula                   | Voivodina       | 8º in Prva Liga  |
| Proleter Zrenjanin | Zrenjanin              | Voivodina       | 9º in Prva Liga  |
| Budućnost          | Podgorica              | Montenegro      | 10º in Prva Liga |
| OFK Belgrado       | Karaburma, Belgrado    | Serbia Centrale | 11º in Prva Liga |
| Bečej              | Bečej                  | Voivodina       | 12º in Prva Liga |
| Mogren             | Budua                  | Montenegro      | 13º in Prva Liga |
| OFK Kikinda        | Kikinda                | Voivodina       | 14º in Prva Liga |
| Radnički Belgrado  | Novi Beograd, Belgrado | Serbia Centrale | 15º in Prva Liga |
| Sutjeska           | Nikšić                 | Montenegro      | 16º in Prva Liga |
| Spartak Subotica   | Subotica               | Voivodina       | 17º in Prva Liga |
| Jastrebac Niš      | Niš                    | Serbia Centrale | 1º in Druga Liga |
| Sloboda Užice      | Užice                  | Serbia Centrale | 2º in Druga Liga |
| Rudar Pljevlja     | Pljevlja               | Montenegro      | 3º in Druga Liga |

### Squadra campione
- Allenatore: Ljubiša Tumbaković

(giocatore-presenze-reti)
- Nebojša Gudelj (34/4)
- Petar Vasiljević (34/2
- Saša Ćurčić (33/7)
- Bratislav Mijalković (33/0
- Savo Milošević (32/21)
- Dejan Čurović (32/19)
- Goran Pandurović (32/0) (portiere)
- Branko Brnović (31/9)
- Dragan Ćirić (31/6)
- Albert Nađ (30/2)
- Zoran Mirković (26/0)
- Darko Tešović (24/4)
- Nenad Bjeković jr. (19/4)
- Đorđe Tomić (18/1)
- Miroslav Čermelj (11/0)
- Gordan Petrić[1] (10/1)
- Ljubomir Vorkapić (8/0)
- Đorđe Svetličić (5/0)
- Ivan Tomić (4/1)
- Saša Ilić (4/0) (portiere)
- Dalibor Škorić (4/0)
- Saša Đuričić (2/0)

## Fase autunno

### 1 A autunno
|     | Classifica         | Pti | G  | V  | N | P  | GF | GS | DR  | Destino          |
| --- | ------------------ | --- | -- | -- | - | -- | -- | -- | --- | ---------------- |
| 1.  | Partizan           | 28  | 18 | 11 | 6 | 1  | 37 | 18 | +19 | in 1 A Primavera |
| 2.  | Stella Rossa       | 25  | 18 | 10 | 5 | 3  | 38 | 16 | +22 | in 1 A Primavera |
| 3.  | Vojvodina          | 24  | 18 | 10 | 4 | 4  | 34 | 18 | +16 | in 1 A Primavera |
| 4.  | Zemun              | 18  | 18 | 8  | 2 | 8  | 16 | 20 | -4  | in 1 A Primavera |
| 5.  | Proleter Zrenjanin | 18  | 18 | 7  | 4 | 7  | 33 | 26 | +7  | in 1 A Primavera |
| 6.  | Budućnost          | 18  | 18 | 6  | 6 | 6  | 17 | 26 | -9  | in 1 A Primavera |
| 7.  | Rad Belgrado       | 17  | 18 | 7  | 3 | 8  | 16 | 19 | -3  | in 1 B Primavera |
| 8.  | Radnički Niš       | 15  | 18 | 6  | 3 | 9  | 20 | 31 | -11 | in 1 B Primavera |
| 9.  | Hajduk Kula        | 10  | 18 | 3  | 4 | 11 | 17 | 28 | -11 | in 1 B Primavera |
| 10. | Napredak Kruševac  | 7   | 18 | 2  | 3 | 13 | 16 | 42 | -26 | in 1 B Primavera |

### 1 B autunno
|     | Classifica        | Pti | G  | V  | N  | P  | GF | GS | DR  | Destino          |
| --- | ----------------- | --- | -- | -- | -- | -- | -- | -- | --- | ---------------- |
| 1.  | OFK Belgrado      | 23  | 18 | 10 | 3  | 5  | 27 | 23 | +4  | in 1 A primavera |
| 2.  | Spartak Subotica  | 21  | 18 | 9  | 3  | 6  | 32 | 18 | +14 | in 1 A primavera |
| 3.  | Radnički Belgrado | 20  | 18 | 7  | 6  | 5  | 32 | 24 | +8  | in 1 A primavera |
| 4.  | Bečej             | 20  | 18 | 9  | 2  | 7  | 25 | 22 | +3  | in 1 A primavera |
| 5.  | Rudar Pljevlja    | 18  | 18 | 7  | 4  | 7  | 23 | 16 | +7  | in 1 B primavera |
| 6.  | Mogren            | 18  | 18 | 6  | 6  | 6  | 22 | 24 | -2  | in 1 B primavera |
| 7.  | Sloboda Užice     | 17  | 18 | 5  | 7  | 6  | 18 | 17 | +1  | in 1 B primavera |
| 8.  | Sutjeska          | 16  | 18 | 3  | 10 | 5  | 21 | 29 | -8  | in 1 B primavera |
| 9.  | OFK Kikinda       | 15  | 18 | 6  | 3  | 9  | 15 | 27 | -12 | in 1 B primavera |
| 10. | Jastrebac Niš     | 12  | 18 | 4  | 4  | 10 | 20 | 35 | -15 | in 1 B primavera |

## Fase primavera

### 1 A primavera
|     | Classifica         | Bonus | Pti | G  | V  | N | P  | GF | GS | Dif | Destino        |
| --- | ------------------ | ----- | --- | -- | -- | - | -- | -- | -- | --- | -------------- |
| 1.  | Partizan           | 13    | 42  | 18 | 13 | 3 | 2  | 44 | 10 | +34 | Campione       |
| 2.  | Stella Rossa       | 11    | 37  | 18 | 12 | 2 | 4  | 40 | 18 | +22 | in 1 A autunno |
| 3.  | Vojvodina          | 10    | 31  | 18 | 8  | 5 | 5  | 29 | 19 | +10 | in 1 A autunno |
| 4.  | OFK Belgrado       | 7     | 24  | 18 | 7  | 3 | 8  | 21 | 26 | -5  | in 1 A autunno |
| 5.  | Spartak Subotica   | 6     | 23  | 18 | 6  | 5 | 7  | 22 | 26 | -4  | in 1 A autunno |
| 6.  | Zemun              | 8     | 23  | 18 | 6  | 3 | 9  | 19 | 25 | -6  | in 1 A autunno |
| 7.  | Budućnost          | 7     | 23  | 18 | 7  | 2 | 9  | 21 | 33 | -12 | in 1 B autunno |
| 8.  | Radnički Belgrado  | 4     | 19  | 18 | 5  | 5 | 8  | 15 | 28 | -13 | in 1 B autunno |
| 9.  | Proleter Zrenjanin | 7     | 18  | 18 | 4  | 3 | 11 | 8  | 28 | -20 | in 1 B autunno |
| 10. | Bečej              | 4     | 17  | 18 | 6  | 1 | 11 | 22 | 28 | -6  | in 1 B autunno |

### 1 B primavera
|     | Classifica        | Bonus | Pti | G  | V  | N | P  | GF | GS | Dif | Destino           |
| --- | ----------------- | ----- | --- | -- | -- | - | -- | -- | -- | --- | ----------------- |
| 1.  | Rad Belgrado      | 7     | 32  | 18 | 9  | 7 | 2  | 28 | 10 | +18 | in 1 A autunno    |
| 2.  | Rudar Pljevlja    | 7     | 29  | 18 | 8  | 6 | 4  | 23 | 20 | +3  | in 1 A autunno    |
| 3.  | Napredak Kruševac | 3     | 28  | 18 | 11 | 3 | 4  | 24 | 16 | +8  | in 1 A autunno    |
| 4.  | Radnički Niš      | 6     | 27  | 18 | 8  | 5 | 5  | 27 | 12 | +15 | in 1 A autunno    |
| 5.  | Hajduk Kula       | 3     | 25  | 18 | 8  | 6 | 4  | 22 | 16 | +6  | in 1 B autunno    |
| 6.  | Sloboda Užice     | 4     | 19  | 18 | 6  | 3 | 9  | 16 | 22 | -6  | in 1 B autunno    |
| 7.  | OFK Kikinda       | 3     | 18  | 18 | 4  | 7 | 7  | 16 | 26 | -10 | spareggi salvezza |
| 8.  | Sutjeska          | 4     | 17  | 18 | 4  | 5 | 9  | 17 | 34 | -17 | spareggi salvezza |
| 9.  | Mogren            | 6     | 17  | 18 | 4  | 3 | 11 | 12 | 25 | -13 | in 2 A autunno    |
| 10. | Jastrebac Niš     | 2     | 13  | 18 | 4  | 3 | 11 | 14 | 18 | -4  | in 2 A autunno    |

### Spareggi salvezza
A questi spareggi partecipano:
- OFK Kikinda (17º in Prva Liga)
- Sutjeska (18º in Prva Liga)
- Novi Pazar (3º in Druga Liga)
- Loznica (4º in Druga Liga)

Gli abbinamenti sono stati Kikinda v Loznica e Sutjeska v Novi Pazar e i vincitori sono stati Sutjeska (che mantiene il posto in Prva Liga) e Loznica (che così viene promosso).

## Classifica
```
La classifica sottostante è puramente indicativa. Le classifiche cui fare riferimento per i verdetti della 
stagione successiva
 sono quelle della fase primavera.
```

| pos. | squadra            | Pti | Bns | Tot | G  | V  | N  | P  | GF | GS | DR  | Verdetti                                      |
| ---- | ------------------ | --- | --- | --- | -- | -- | -- | -- | -- | -- | --- | --------------------------------------------- |
| 1    | Partizan           | 57  | 13  | 70  | 36 | 24 | 9  | 3  | 81 | 28 | +53 | Campione di R.F.Jugoslavia 1993-94            |
| 2    | Stella Rossa       | 51  | 11  | 62  | 36 | 22 | 7  | 7  | 78 | 34 | +44 | in 1 A autunno 1994                           |
| 3    | Vojvodina          | 45  | 10  | 55  | 36 | 18 | 9  | 9  | 63 | 37 | +26 | in 1 A autunno 1994                           |
| 4    | Rad Belgrado       | 42  | 7   | 49  | 36 | 16 | 10 | 10 | 44 | 29 | +15 | in 1 A autunno 1994                           |
| 5    | OFK Belgrado       | 40  | 7   | 47  | 36 | 17 | 6  | 13 | 48 | 49 | -1  | in 1 A autunno 1994                           |
| 6    | Rudar Pljevlja     | 40  | 7   | 47  | 36 | 15 | 10 | 11 | 46 | 36 | +10 | in 1 A autunno 1994                           |
| 7    | Spartak Subotica   | 38  | 6   | 44  | 36 | 15 | 8  | 13 | 54 | 44 | +10 | in 1 A autunno 1994                           |
| 8    | Radnički Niš       | 36  | 6   | 42  | 36 | 14 | 8  | 14 | 47 | 43 | +4  | in 1 A autunno 1994                           |
| 9    | Budućnost          | 34  | 7   | 41  | 36 | 13 | 8  | 15 | 38 | 59 | -21 | in 1 B autunno 1994                           |
| 10   | Zemun              | 33  | 8   | 41  | 36 | 14 | 5  | 17 | 35 | 45 | -10 | in 1 A autunno 1994                           |
| 11   | Radnički Belgrado  | 35  | 4   | 39  | 36 | 12 | 11 | 13 | 47 | 52 | -5  | in 1 B autunno 1994                           |
| 12   | Bečej              | 33  | 4   | 37  | 36 | 15 | 3  | 18 | 47 | 50 | -3  | in 1 B autunno 1994                           |
| 13   | Proleter Zrenjanin | 29  | 7   | 36  | 36 | 11 | 7  | 18 | 41 | 54 | -13 | in 1 B autunno 1994                           |
| 14   | Sloboda Užice      | 32  | 4   | 36  | 36 | 11 | 10 | 15 | 34 | 39 | -5  | in 1 B autunno 1994                           |
| 15   | Hajduk Kula        | 32  | 3   | 35  | 36 | 11 | 10 | 15 | 39 | 44 | -7  | in 1 B autunno 1994                           |
| 16   | Napredak Kruševac  | 32  | 3   | 35  | 36 | 13 | 6  | 17 | 40 | 58 | -18 | in 1 A autunno 1994                           |
| 17   | Mogren             | 29  | 6   | 35  | 36 | 10 | 9  | 17 | 34 | 49 | -15 | retrocesso in 2 A autunno 1994 direttamente   |
| 18   | OFK Kikinda        | 30  | 3   | 33  | 36 | 10 | 10 | 16 | 31 | 53 | -22 | retrocesso in 2 A autunno 1994 dopo spareggio |
| 19   | Sutjeska           | 29  | 4   | 33  | 36 | 7  | 15 | 14 | 38 | 63 | -25 | in 1 B autunno 1994 (dopo spareggio vinto)    |
| 20   | Jastrebac Niš      | 23  | 2   | 25  | 36 | 8  | 7  | 21 | 34 | 53 | -19 | retrocesso in 2 A autunno 1994 direttamente   |

### Classifica marcatori
| Gol |  |  | Giocatore       | Squadra            |
| --- |  |  | --------------- | ------------------ |
| 21  |  |  | Savo Milošević  | Partizan           |
| 20  |  |  | Atila Kasaš     | Bečej              |
| 19  |  |  | Darko Kovačević | Proleter Zrenjanin |
| 19  |  |  | Dejan Čurović   | Partizan           |

Fonte: Gol(a) istina - Kraljevi strelaca